# 20th Century Man
«20th Century Man» es una canción de la banda británica de rock, The Kinks, escrita por su compositor principal, Ray Davies. El tema fue lanzado como el único sencillo de su álbum de estudio, Muswell Hillbillies, en diciembre del año 1971, también es la primera pista de este mismo disco.
La canción se destaca por una introducción de guitarra acústica al principio de la canción por Ray Davies. Mientras que esta avanza se va construyendo una canción más pesada, con influencias del country y del blues y líricamente toca temas como la pobreza, desarrollo de viviendas, alienación, estado de bienestar y otros problemas del mundo moderno.

## Composición
Su escritor, Ray Davies dijo acerca de la canción:

(Quería que sonara como si yo) fuera el último hombre de la cuadra, que no quiere que derriben su casa.
Ray Davies

### Letras
En las letras para «20th Century Man» , el cantante expresa sus lamentaciones y preocupaciones por el mundo moderno, "Esta es la era de la maquinaria, una pesadilla mecánica", y que hay "demasiada agravación". Como tal, el cantante afirma que "tiene que salir de aquí" y que "tenemos que encontrar una solución". Como parte del estribillo exclama que es "un hombre del siglo XX, pero no quiero morir aquí". A medida que avanza la canción, critica el arte moderno afirmando que prefiere a maestros consagrados como William Shakespeare, Rembrandt van Rijn, Tiziano, Leonardo da Vinci y Thomas Gainsborough.
La canción culmina con un puente, en el que explica que nació en un estado de bienestar, "regido por la burocracia", como afirma. El cantante también afirma que "no tiene privacidad" y "no tiene libertad". La canción termina con una sonora protesta contra estos "hombres del siglo XX".

### Instrumentación
La canción es una ligera desviación del resto de las canciones de Muswell Hillbillies, con un sonido y ritmo de rock más pesado. Comienza con un suave rasgueo de guitarra acústica, pero mientras que la canción avanza se transforma en una poderosa canción de rock, que incluye un puente liderado por la guitarra eléctrica a la mitad de la canción, con el climax de esta siendo liderada por los teclados de John Gosling y la batería de Mick Avory.
Mientras que el resto de Muswell Hillbillies presentaba técnicas de grabación deliberadamente anticuadas para la época, para darle un aire antiguo, 20th Century Man se grabó por separado con el equipo de grabación moderno de entonces.

## Lanzamiento
Ya que «20th Century Man» dura casi 6:00 minutos, la mezcla del sencillo corta 2 minutos quedando en 3:57. El sencillo está respaldado en el lado B con "Skin and Bone", una canción basada en un riff de guitarra eléctrica de blues que cuenta la historia de Annie, una mujer con obesidad que obtiene ayuda de un nutricionista poco confiable y la tiene en tratamiento intensivo hasta que parezca "piel y hueso".

### Lista de canciones del sencillo
| Lado A |                    |          |  |
| N.º    | Título             | Duración |  |
| 1.     | «20th Century Man» | 3:57     |  |

| Lado B |                 |          |  |
| N.º    | Título          | Duración |  |
| 1.     | «Skin and Bone» | 3:36     |  |

Este sencillo fue principalmente distribuido en Estados Unidos, Australia, Japón y Países Bajos en diciembre de 1971, sin embargo empezaría a subir en las listas hasta el año 1972, no obstante no fue distribuido en Inglaterra, esto fue uno de los motivos por los cuales el álbum no fue muy exitoso en ese país.

### Posicionamiento en las listas
| Año  | País           | Lista         | Posicionamiento |
| ---- | -------------- | ------------- | --------------- |
| 1972 | Estados Unidos | Billboard     | 106             |
| 1972 | Estados Unidos | Cash Box      | 113             |
| 1972 | Estados Unidos | Boston Charts | 9               |
| 1972 | Australia      | [ 6 ]         | 89              |

## Versiones
La toma maestra completa, es decir, la lanzada en el álbum Muswell Hillbillies es la versión más conocida, sin embargo hay versiones y mezclas diferentes de la misma canción, algunas incluso incluidas en reediciones y versiones deluxe posteriores y demás lanzamientos de la banda.
«20th Century Man» tuvo una aparición en el álbum de "Greatest Hits" de Celulloid Heroes, con un edit dejando fuera 1 minuto de la canción, además que la pista fue re-mezclada, lo mismo le pasó a Muswell Hillbilly, también siendo editada y re-mezclada. Este edit también fue incluido en la edición deluxe de Muswell Hillbillies. Una versión en vivo de su lado B, Skin and Bone también fue incluido en la recopilación.
También de las sesiones del álbum se extrajo una toma instrumental alternativa, con una duración de poco más de 3 minutos, esta fue igualmente incluida en la edición deluxe del 2013 y en la edición "Legacy" del año 2014.